# 池田十三郎
池田 十三郎（いけだ じゅうざぶろう、1870年8月29日〈明治3年8月3日〉 - 1947年12月21日）は明治から大正にかけての逓信官僚。朝鮮総督府逓信局長官を務めた。

## 経歴
1870年8月29日、肥前国佐賀で、長崎県士族・池田陽雲の四男として生まれ、叔父・玄泰（1836年9月生）の養子となる。1892年、東京帝国大学法科大学独法学科を卒業し、法学士を取得。官吏になり、同年7月、東京郵便電信学校教授に就任。同年11月の茨城県出張、1895年の京都府出張などを経て、1906年1月10日より統監府通信管理局長、1910年に朝鮮総督府通信局長官、のち改称に伴い逓信局長官。1917年6月6日まで逓信局長官を務めて退官し、日本染料会社取締役社長に就任、1919年に退任。1918年には家督を相続した。
1917年には正四位勲二等に叙勲されている。

## 家族
- 妻 - 岡本登幾（東京府下谷区長〈本郷区長兼任〉を勤めた岡本益道の長女）
  - 嫡男 - 池田秀夫
    - 妻 - 豊田千代子（豊田四郎と伊東方成の五女：糸の次女。糸の母は玄泰・陽雲らの兄：伊東玄朴の三女：遊喜。）

  - 次男 - 池田康男（夭折）
  - 三男 - 池田勝三
  - 四男 - 池田四郎（夭折）
  - 五男 - 池田五郎
  - 六男 - 池田六郎（1942年に第二次世界大戦下出兵し中国扶綏県で戦死）
  - 長女 - 池田花子